# Louis Nicollin
Pour les articles homonymes, voir Nicollin.
Louis Nicollin, surnommé « Loulou » dans le monde du football et les médias, né le 29 juin 1943 à Valence (Drôme) et mort le 29 juin 2017 à Nîmes (Gard), est un entrepreneur français, dirigeant du groupe Nicollin, vaste ensemble d'entreprises de nettoyage urbain, de ramassage et de traitement des déchets ménagers et industriels.
Figure montpelliéraine emblématique, il est le président du Montpellier HSC de 1974 jusqu'à sa mort.

## Biographie

### Chef d'entreprise et dirigeant sportif

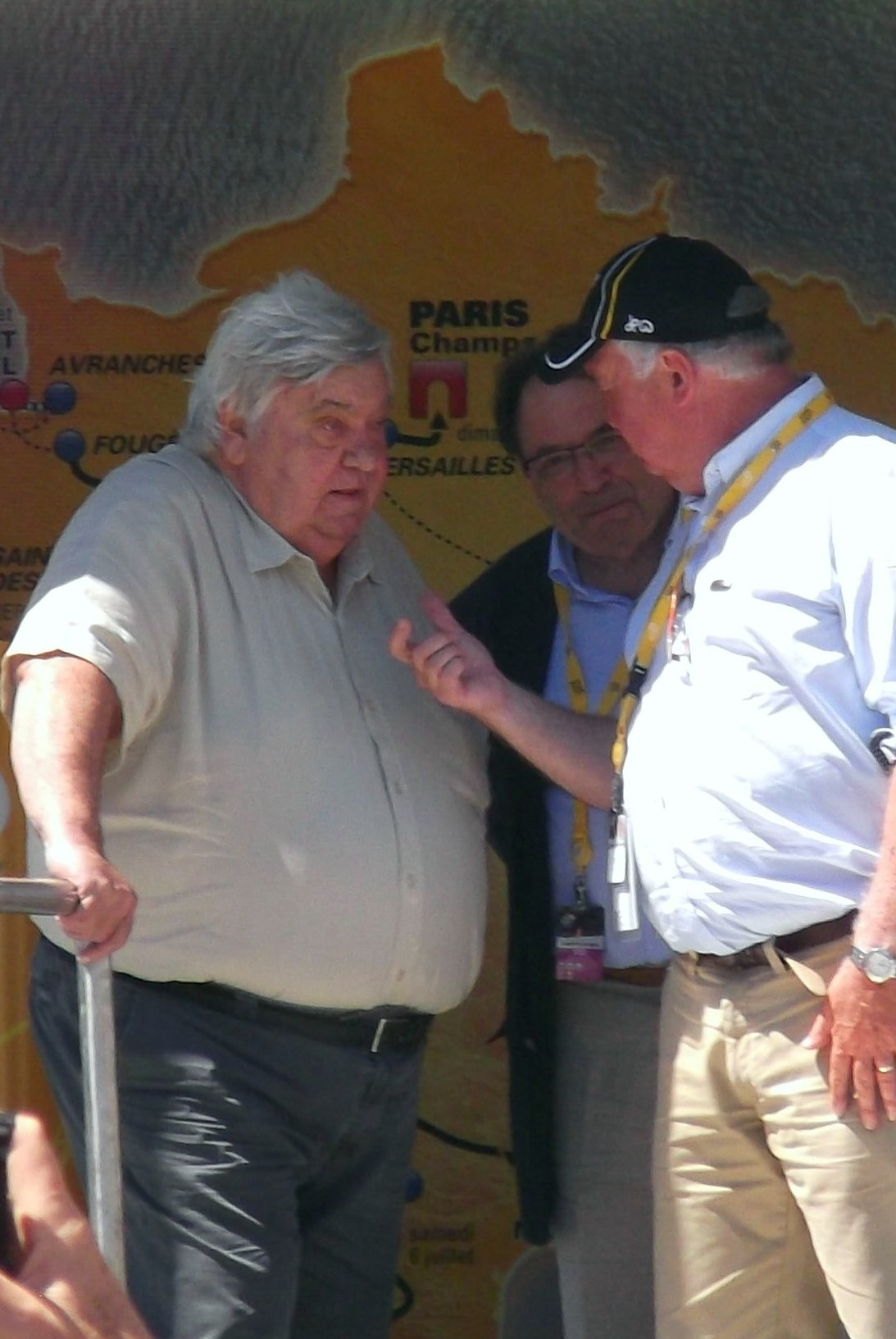
Louis Nicollin (à gauche), lors de l'étape du Tour de France 2013 à Montpellier.

Dans sa jeunesse, Louis Nicollin travaille dans l'entreprise familiale de collecte de déchets, son père Marcel Nicollin ayant fondé le groupe Nicollin en 1945 à Saint-Fons à partir d'un petit commerce de charbon. À la mort de son père, il en prend la direction en 1977 et développe son activité principalement à Montpellier, avant d'essaimer en France et dans les départements d'Outre-mer, se spécialisant dans le nettoyage, le ramassage et le traitement des déchets. Deux agences du groupe opèrent en Belgique et au Maroc. Le groupe Nicollin affiche, en 2017, un chiffre d’affaires de 300 millions d’euros et compte 5 000 salariés, ce qui le situe au troisième rang national des acteurs de la gestion des déchets, derrière les géants Veolia et Suez. La fortune de Louis Nicollin est estimée à 120 millions d'euros, ce qui le place au 387e rang du classement 2014 des 500 plus grandes fortunes françaises du magazine Challenges.
En 1974, il devient président du club de football amateur Montpellier Paillade Sport Club, qui joue alors en division d'honneur. Sous son impulsion, et avec l'appui du maire de la ville Georges Frêche, devenu son ami, le club se développe et retrouve en huit ans la première division. Il prend le nom de Montpellier Hérault Sport Club (MHSC) en 1989 et Nicollin en devient l'unique actionnaire. Sous sa direction, le MHSC a notamment remporté le championnat de France D2 en 1987, une coupe de France en 1990, et la Ligue 1 en 2012.
En 2001, en absorbant la section féminine du Crès, le club de Montpellier est le premier à créer une structure féminine de niveau professionnel en France, qui remporte le titre national en 2004 et 2005.

Louis Nicollin, après la victoire du MHSC face au LOSC en 2012

Louis Nicollin n'investit pas seulement dans le football, mais aussi dans d'autres sports, notamment dans le rugby qu'il pratique dans les années 1970 en tant que pilier au sein du club de Palavas-les-Flots. Le groupe Nicollin a ainsi été le principal sponsor de l'Association sportive de Béziers Hérault de 1999 à 2008. Puis en 2009, à travers la holding à son nom, Louis Nicollin entre dans le capital du Montpellier Hérault rugby club, devenant actionnaire majoritaire de février à mai 2011. En 2000, il achète le Paris Basket Racing et en 2002 le Paris Handball, à la tête desquels il place des hommes de confiance, comme Gilbert Varlot et Jean-Claude Lemoult.
Il est aussi président de la Fédération française de joute et sauvetage nautique (FFJSN).
Ses responsabilités et son image dans le monde du sport permettent à Louis Nicollin d'accroître sa notoriété auprès des élus locaux, ce qui l'aide à remporter de nombreux marchés publics de collectes de déchets pour le Groupe Nicollin.
Il est membre du Club des Cinquante, fraternelle de Fidélité et travail, loge maçonnique de Montpellier, affiliée au Grand Orient de France. Il est classé 311e fortune française avec 140 millions d'euros en 2015.
En tant que grand passionné, il détient une collection d'objets sportifs dans un musée privé réparti en trois bâtiments (un pour le foot et les autres sports, un pour le cyclisme et un pour l'automobile) qui servaient auparavant d'abris pour les taureaux de son élevage au cœur de la Camargue. Il possède ainsi une des plus grandes collections de maillots de football, de près de 4 500 pièces, parmi lesquels certains ont appartenu à des légendes du football,,.
Louis Nicollin reçoit plusieurs distinctions de la part du football régional :
- 1981 : médaille d'or de la Ligue du Languedoc-Roussillon
- 1986 : médaille vermeille de la Fédération française de football
- 1986 : médaille d'or de du District de l'Hérault de football
- 1990 : plaquette d'honneur du District de l'Hérault de football

### Autres activités
En parallèle de ses activités de dirigeant sportif et de chef d'entreprise, Louis Nicollin est également propriétaire d'un élevage de taureaux de Camargue, regroupant les manades Saint-Gabriel et Combet (cette dernière ayant été achetée en 1997 à Jean Lafont) sous le nom de manade Louis Nicollin.
Louis Nicollin possède également depuis 1997 la discothèque La Churascaïa, située sur la commune de Vauvert, qui avait été fondée par Jean Lafont puis acquise lors de l'achat de la manade Combet.

### Affaires judiciaires
En 1996, Louis Nicollin est condamné à un an de prison avec sursis et près de 500 000 francs d’amende pour une affaire de fraude électorale à la chambre de commerce et d’industrie de Montpellier. La même année, l’attribution des marchés municipaux de Saint-Denis de La Réunion lui vaut une nouvelle condamnation. En 2003, Louis Nicollin écope de dix-huit mois avec sursis et 50 000 euros d’amende devant la cour d'appel de Lyon pour abus de biens sociaux (système de fausses factures afin de décrocher des marchés de collecte d’ordures),.

### Controverses
Louis Nicollin est connu dans le monde du football français comme étant une personne « volcanique » et une « grande gueule », célèbre pour ses dérapages verbaux et certaines expressions outrancières.
« On a fait mieux que Michel Sardou au Zénith. 18 000 spectateurs pour une ville qui n'aime pas le football, pour un président qui est un peu con, pour un entraîneur qui achète les matchs, pour un directeur sportif qui est nîmois… »
Le 31 octobre 2009, il qualifie Benoît Pedretti, capitaine de l'AJ Auxerre (contre qui Montpellier vient de s'incliner 2 buts à 1 quelques minutes auparavant), de « petite tarlouze » et profère contre lui des menaces sur le traitement qui lui sera accordé lors du match retour. Le lendemain, le Collectif contre l'homophobie (CCH) demande à la Ligue de football professionnel (LFP) des sanctions contre Louis Nicollin, qui s'excuse le surlendemain. Par la suite, le Conseil national de l'éthique condamne Louis Nicollin à quatre mois d'interdiction de toute fonction officielle, dont deux avec sursis, jugeant ses propos « discriminatoires et menaçants ».
Le 15 mai 2010, à la suite de la qualification de son club pour le 3e tour de qualification de la Ligue Europa, il exulte au micro de Canal+ : « La place du con n'est pas pour nous, elle est pour M. Triaud et M. de Tavernost (dirigeants des Girondins de Bordeaux, club champion la saison précédente), et ça, ça me fait rire ! ».
Le 30 décembre 2011, il déclare au journal L'Équipe à propos de Carlo Ancelotti, nouvel entraîneur du Paris Saint-Germain : « Je préfère Courbis à Ancelotti ! [...] Les grands entraîneurs sont ceux qui gagnent des titres avec des demi-bons. Avec Courbis, on est montés en Ligue 1 avec des demi-mongoliens... ».
Le 17 avril 2012, à peine un mois après avoir reçu le prix Pierre Guénin pour son engagement contre l'homophobie, il perd ce prix et sa récompense de 2 000 euros à la suite d'une injure homophobe prononcée sur RMC.

### Personnage médiatique
Au fil du temps, Louis Nicollin devient une personnalité médiatique incontournable et un habitué des émissions radio et télé, les journalistes appréciant tout particulièrement sa verve et son franc-parler. Le 29 juin 2013, à l'occasion de son soixante-dixième anniversaire, L'Équipe tourne un reportage télévisé intitulé Jour J avec Nicollin, diffusé sur la chaîne L'Équipe. Le dessinateur David Buonomo, alias Dadou, lui consacre par ailleurs un cycle de six BD, respectivement intitulées Nicollin, une vie de foot (2011), Nicollin, poubelle la vie (2012), Nicollin, langue de but !!! (2013), 40 ans de folie (2014), Nicollin, Loulou Ferrari !!!! (2016)et enfin Nicollin, Avec deux ailes (2018), publié après sa mort.
Le 15 avril 2012, il déclare à TF1 qu'il se ferait une crête « à la Jérémy Ménez » si son club finissait premier. Il tiendra promesse : le lendemain du sacre de Montpellier à la tête de la Ligue 1, il arbore une crête aux couleurs du club héraultais, orange et bleue. Le 22 mai 2012, le journal L'Équipe lui consacre alors sa une, montrant sa crête, en évoquant « La Saint-Nicollin ».

### Mort et hommages
Louis Nicollin meurt le 29 juin 2017, alors qu'il fête son 74e anniversaire en compagnie de ses proches, une dizaine de personnes avec qui il est attablé dans le restaurant Alexandre de Garons (Gard), du chef doublement étoilé Michel Kayser. Selon le Midi libre, l'homme d'affaires a mangé sans faire d'excès, avant d'être pris d'un malaise. Il est transporté par les pompiers à l'hôpital Carémeau de Nîmes et décède peu de temps après son arrivée à 18 heures.
À l'annonce de sa mort, de nombreuses personnalités lui rendent hommage par des déclarations orales ou écrites sur les réseaux sociaux. Philippe Saurel, le maire de Montpellier, annonce que le nouveau stade de la ville, encore en projet, porterait le nom de ce dernier. Le Président français Emmanuel Macron rend hommage dans un communiqué à un personnage « attachant et emblématique » .
Entre 1 500 et 2 000 personnes sont présents lors de ses obsèques, célébrées dans la cathédrale Saint-Pierre de Montpellier le 4 juillet. Des anciens du MHSC (Laurent Blanc, Rolland Courbis, René Girard), des personnalités politiques (Nicolas Sarkozy, Patrick Vignal) ou des présidents de clubs (Nasser al-Khelaïfi, Jean-Michel Aulas, Vincent Labrune) font le déplacement, tout comme Michel Platini, ex-président de l'UEFA et ami.
Il est inhumé au cimetière de Marsillargues (commune de sa résidence, au Mas Saint-Gabriel), dans la plus stricte intimité familiale.
À la suite de la mort du dirigeant, le club annonce que les maillots du MHSC pour la saison 2017-2018 seraient modifiés, afin qu'ils portent tous l'inscription « 1943 LOULOU 2017 » en haut du dos, au-dessus du nom du joueur.
Lors du premier match de la saison 2017-2018 de Ligue 1, joué contre Caen au stade de la Mosson, les joueurs montpelliérains jouent avec un ensemble de couleur noire, les maillots portant tous le nom « LOULOU ». Les supporteurs rendent également hommage avec des tifos et des banderoles. Après qu'une minute de silence a été observée avant la rencontre, une minute d'applaudissements survient à la 74e minute, en référence à l'âge de Louis Nicollin. Peu avant, à l'occasion du but de Souleymane Camara à la 59e minute de jeu qui donnera finalement la victoire au MHSC par 1 à 0, les joueurs s'étaient rassemblés et avaient pointé le doigt au ciel, dédiant ce but au défunt président.
Depuis, la minute d'applaudissement à la 74e minute est toujours respectée par les supporteurs montpelliérains, à domicile comme à l'extérieur.

### Vie familiale
Louis Nicollin était marié à Colette, avec qui il a eu ses deux fils, Olivier et Laurent , qui occupent des fonctions au sein de l'entreprise et du club. Son plus jeune fils, Laurent, est notamment — déjà du vivant de son père — président délégué du MHSC. Il lui succède à sa mort.

#### Bandes dessinées
- Dadou, Nicollin, une vie de foot, Montpellier, Pat à Pan (réimpr. 2011), 48 p. (ISBN 978-2-919382-04-0)
- Dadou, Nicollin, poubelle la vie, Montpellier, Pat à Pan, 2012 (réimpr. 2012), 48 p. (ISBN 978-2-919382-10-1)
- Dadou, Nicollin, Langue de but !!!, Montpellier, Pat à Pan (réimpr. 2013), 48 p. (ISBN 978-2-919382-22-4)
- Dadou, 40 ans de folie : Montpellier Hérault sport club, Montpellier, Mhsc Éditions (réimpr. 2014), 48 p. (ISBN 978-2-9550840-0-7)
- Dadou, Nicollin, Loulou Ferrari !!!!, Montpellier, Mhsc Éditions (réimpr. 2016), 48 p. (ISBN 978-2-9550840-1-4)
- Dadou, Nicollin, Avec deux ailes, MHSC Éditions, (novembre 2018)

#### Autres
- Collectif, Louis Nicollin : 40 ans d'amour foot, Boulogne-Billancourt, L'Équipe, 2012, 224 p. (ISBN 978-2-36347-020-1, lire en ligne)
- Jacky Siméon, Dictionnaire de la course camarguaise, Vauvert, Éditions Au Diable Vauvert, 2013, 142 p. (ISBN 978-2-84626-424-2), p. 86-87
- Jacky Tourreau, Les origines de la manade Louis Nicollin, Éditions Gilles Arnaud, 2013, 362 p. (ISBN 978-2-35466-033-8).